# Бубликове
Бублико́ве — село в Україні, у Білопільській міській громаді Сумського району Сумської області. Населення становить 42 особи. До 2020 орган місцевого самоврядування - Гуринівська сільська рада.

## Географія
Розташоване за 4 км від річок Крига та Павлівка. На відстані 1 км села Олексенки, Гуринівка та Кандибине.

## Історія
За даними на 1864 рік на казенному хуторі Бубликів Прорубської волості Сумського повіту Харківської губернії мешкала 51 особа (17 чоловічої статі та 34 — жіночої), налічувалось 7 дворових господарств.
Село постраждало внаслідок геноциду українського народу, проведеного урядом СРСР 1923-1933 та 1946-1947 роках.
12 червня 2020 року, відповідно до розпорядження Кабінету Міністрів України № 723-р «Про визначення адміністративних центрів та затвердження територій територіальних громад Сумської області», село увійшло до складу Білопільської міської громади.
19 липня 2020 року, в результаті адміністративно-територіальної реформи та ліквідації Білопільського району, село увійшло до складу новоутвореного Сумського району.